# Mihnea Turcitul
Mihnea II Turcitul ("Mihnea the Turned-Turned "; julio de 1564 - octubre de 1601) fue Príncipe (Voivoda) de Valaquia entre septiembre de 1577 y julio de 1583, y nuevamente desde abril de 1585 hasta mayo de 1591.
Hijo único de Alexandru II Mircea y Ecaterina Salvaresso, ascendió al trono después de eventos característicos del declive del prestigio de las costumbres locales y el poder principesco bajo la presión del Imperio otomano (el soberano de Valaquia): Mihnea tuvo que competir con un pretendiente extranjero, el médico lombardo Rosso, quien afirmó ser descendiente de un gobernante valaco, y finalmente lo logró después de contar con la ayuda de su abuela, la influyente Lady Chiajna. 
Él, Ecaterina Salvaresso y Chiajna establecieron posteriormente lo que se convertiría en un gobierno altamente impopular, que siguió las pautas políticas impuestas por Alexandru II, y vio un aumento importante de los impuestos: alrededor de 1583, la presión estaba llevando a los campesinos a abandonar sus parcelas y huir a Transilvania en números grandes. 
Los boyardos locales solicitaron infructuosamente a la Porte citando la juventud de Mihnea, comenzaron conversaciones con cierto Pătrașcu o Radul Popa (que decía ser el hijo de Pătrașcu cel Bun) y finalmente se rebelaron en Oltenia (bajo el liderazgo de la familia Craiovești ). Un pretendiente más poderoso fue el hijo real de Pătrașcu cel Bun, Petru Cercel, quien ocupó el trono de 1583 a 1585, lo que provocó el exilio de Mihnea a Trípoli (donde las autoridades otomanas lo mantuvieron bajo custodia). 
La familia de su adinerada madre dio obsequios a los funcionarios del sultán, con el fin de recomprar el trono. Las obligaciones que contrajo para eliminar a Petru (alrededor de 700.000 escudos ) obligaron a Mihnea a aumentar la carga fiscal, y especialmente el alquiler, a niveles aún más altos a su regreso a Bucarest. Además, Mihnea supuestamente prometió al Gran Visir Koca Sinan Pasha tantas monedas de oro como 600 caballos pudieran llevar, para que Petru matara;  en marzo de 1590, su solicitud fue concedida por el sultán Murad III, quien ordenó la ejecución de Petru, a cambio de 70.000 monedas de oro. 
Un año después de la muerte de su madre Catalina, los turcos eliminaron a Mihnea por segunda vez. A pesar de los contactos establecidos, los otomanos depusieron a Mihnea, a favor de Ștefan Surdul (quien supuestamente era un cortador de cuero y fabricante de arneses de oficio). Después de mudarse a Anatolia , luchó sin éxito por el trono de Moldavia . 
En un intento desesperado por recuperar el trono, Mihnea y su hijo mayor se convirtieron al islam. Por eso se le conoce como "Turcitul" o "el islamizado". La medida lo calificó para el cargo administrativo otomano: se le otorgó el sanjak de Nikopolis (en la actual Bulgaria ), bajo el nombre de Mehmed (o Mehmet ) Bey. Estos gestos poco tradicionales no impidieron que su hijo menor, Radu Mihnea, se convirtiera en príncipe en 1601.
Murió en Estambul en 1601 y fue enterrado en una tumba sin nombre.